# Liste der Johannes-Nepomuk-Darstellungen in Wien
Der 1729 heiliggesprochene Johannes Nepomuk gilt nach Maria und Josef als der am dritthäufigsten dargestellte Heilige in Österreich und wird häufig zum Schutz von Brücken angesehen. Johannes-Nepomuk-Darstellungen in Wien gibt es an zahlreichen Standorten, vor allem auf oder neben Brücken bzw. wo einmal welche waren (wenn später ein Gewässer verrohrt oder eingehaust wurde).
Schon nach der Pestepidemie in den Jahren 1679/1680, während der Johannes Nepomuk auch als Pestheiliger um Hilfe gebeten wurde, ist seine Verehrung in Wien belegbar. Die älteste bekannte Johannes-Nepomuk-Statue in Wien entstand 1694 und steht heute in einem Haus am Bauernmarkt. Weitere Statuen folgten 1702 und 1704.
Geweiht wurden Johannes Nepomuk acht Linienkapellen und einige weitere kleinere Kapellen, die zum Großteil wieder aus dem Stadtbild verschwunden sind. „Große“, dem Heiligen geweihte Kirchen gibt es nur auf dem Migazziplatz in Meidling und in der Praterstraße in der Leopoldstadt.

## Innere Stadt
| Foto |                 | Objekt                                                | Standort                                  | Künstler              | Baujahr | Beschreibung |
| ---- | --------------- | ----------------------------------------------------- | ----------------------------------------- | --------------------- | ------- | --- |
| ja   | Datei hochladen | rechte Pfeilerstatue                                  | Am Hof, Kirche zu den neun Engelschören · |                       |         | Unter der Orgelempore befindet sich eine Darstellung Johannes Nepomuks als Pfeilerstatue aus dem ersten Drittel des 18. Jahrhunderts. |
| BW   | Datei hochladen | Gemälde von Johannes Nepomuk                          | Am Hof, Kirche zu den neun Engelschören · | Johann Martin Schmidt |         | In der Franz-Xaver-Kapelle befindet sich ein von Johann Martin Schmidt gemaltes Gemälde Johannes Nepomuks. |
| BW   | Datei hochladen | Statue Johannes Nepomuks                              | Am Hof, Kirche zu den neun Engelschören · |                       |         | In der Ignatiuskapelle befindet sich links vom Altar eine Statue Johannes Nepomuks aus der Mitte des 18. Jahrhunderts. |
| BW   | Datei hochladen | Seitenaltar                                           | Annagasse, Annakirche ·                   |                       |         | Der zweite Seitenaltar rechts trägt ein Bild von Johannes Nepomuk. Darunter befindet sich ein Relief der Marterwerkzeuge. |
| ja   | Datei hochladen | Gemälde von Johannes Nepomuk                          | Augustinerstraße, Augustinerkirche ·      | Johann Franz Greippel | 1784    | An der linken Chorwand neben der Kanzel befindet sich ein Gemälde des toten Johannes Nepomuk von Johann Franz Greippel aus dem Jahr 1784. |
|      | Datei hochladen | Statue Johannes Nepomuk                               | Bauernmarkt                               |                       |         | Im Hof des Hauses Bauernmarkt 1 findet sich eine Statue des auf einem Fabelwesen stehenden Johannes Nepomuk. Die Darstellung des Heiligen mit einer Stola unter der Mozetta ist in Österreich nicht sehr gebräuchlich. |
| BW   | Datei hochladen | Predellenbild Johannes Nepomuks                       | Dr.-Ignaz-Seipel-Platz, Jesuitenkirche ·  |                       |         | In der Leopoldskapelle der Jesuitenkirche (Universitätskirche) ist ein Predellenbild Johannes Nepomuks ausgestellt. |
| ja   | Datei hochladen | Relief Johannes Nepomuks                              | Franziskanerplatz, Franziskanerkirche ·   |                       |         | An der Gegenkanzel findet sich eine plastische Darstellung des tot in der Moldau liegenden Johannes Nepomuk. |
| ja   | Datei hochladen | Statue Johannes Nepomuks                              | Michaelerplatz, Michaelerkirche ·         |                       |         | Auf der rechten Seite des Triumphbogens findet sich eine auf Wolken kniende Figur Johannes Nepomuks. |
| ja   | Datei hochladen | Gemälde Johannes Nepomuks                             | Minoritenplatz, Minoritenkirche ·         | Bartolomeo Altomonte  |         | An der linken Seitenwand findet sich ein um 1737 von Bartolomeo Altomonte geschaffenes Altarbild mit der Darstellung Johannes Nepomuks als Fürsprecher. Ursprünglich befand sich das Bild in der Kirche des Schwarzspanierklosters. |
| ja   | Datei hochladen | Gemälde Johannes Nepomuks                             | Minoritenplatz, Minoritenkirche ·         |                       |         | In der Antoniuskapelle findet sich ein ovales ¾-Bild des das Kreuz anbetenden Johannes Nepomuk. |
| ja   | Datei hochladen | Johannes-Nepomuk-Altar                                | Petersplatz, Peterskirche ·               | Lorenzo Mattielli     | 1729    | Der um 1729 vermutlich von Lorenzo Mattielli geschaffene Johannes-Nepomuk-Altar gilt als eine der großartigsten plastischen Darstellung des Leidens des Heiligen. Dargestellt werden zwei antikgekleidete Schergen, die den Heiligen von der Brücke werfen, während der Kommandant mit einer Geste den entsprechenden Befehl dazu gibt. Bereits im Fall bringt eine Putte die Märtyrerpalme. Über dieser Darstellung schwebt die Madonna von Alt-Bunzlau. |
| ja   | Datei hochladen | Johannes-Nepomuk-Altar                                | Postgasse, Dominikanerkirche ·            |                       |         | Das Altarbild zeigt die Verklärung von Johannes Nepomuk, die Predella eine Darstellung der Muttergottes von Altbunzlau und das Sockelrelief eine Darstellung von Johannes Nepomuk als Pilger und bei der Beichte der Königin. |
| ja   | Datei hochladen | Johannes Nepomuk als Pfeilerfigur des Hochaltars      | Salvatorgasse, Maria am Gestade ·         |                       |         | Auf der rechten Seite des Hochaltars befindet sich eine Darstellung Johannes Nepomuks mit dem Schweigegestus als Pfeilerfigur. |
|      | Datei hochladen | Gemälde der heiligen Franz Xaver und Johannes Nepomuk | Schönlaterngasse, Heiligenkreuzerhof      |                       |         | In der Sankt-Bernhard-Kapelle im Heiligenkreuzerhof findet sich in der hofseitigen Fensternische ein Gemälde mit den heiligen Franz Xaver und Johannes Nepomuk |
| BW   | Datei hochladen | Pfeileraltar Johannes Nepomuk                         | Stephansplatz, Stephansdom ·              |                       |         | Vor dem Chorgestühl befindet sich auf der linken Seite ein entweder 1723 um 1728 geschaffener und Johannes Nepomuk geweihter Pfeileraltar. Das Altarbild wurde 1772 von Martin Johann Schmidt geschaffen. |
|      | Datei hochladen | Gemälde von Johannes Nepomuk                          | Stephansplatz, Dom- und Diözesanmuseum    |                       |         | Im Dom- und Diözesanmuseum in Wien befindet sich ein Bild mit einer Darstellung des in der Moldau liegenden Leichnams des Heiligen. Das Bild ist in Böhmen entstanden, der Künstler sowie das Entstehungsdatum sind aber unbekannt. |

## Leopoldstadt
| Foto |                 | Objekt                                                                         | Standort                                                                       | Künstler            | Baujahr | Beschreibung |
| ---- | --------------- | ------------------------------------------------------------------------------ | ------------------------------------------------------------------------------ | ------------------- | ------- | --- |
| ja   | Datei hochladen | Wappen Zwischenbrücken                                                         |                                                                                |                     |         | Das Wappen von Zwischenbrücken zeigt die Zunge und den Sternenkranz von Johannes Nepomuk und ist Bestandteil des Brigittenauer und des Leopoldstädter Bezirkswappens.                                                                                                |
|      | Datei hochladen | Altarbild Johannes Nepomuks                                                    | Alexander-Poch-Platz, Leopoldkirche                                            |                     |         | Als Schöpfer des Altarbildes des Johannes-Nepomuk-Altars wird Johann Georg Schmidt vermutet. |
| ja   | Datei hochladen | Statue Johannes Nepomuks HERIS-ID: 12957 Objekt-ID: 9123 Wien Kulturgut: 46624 | Am Tabor, Johannes-Nepomuk-Kapelle ·                                           |                     | 1728    | In der 1728 errichteten Linienkapelle befindet sich eine Johannes-Nepomuk-Statue, die laut Chronogramm aus dem gleichen Jahr stammt. Die Kapelle ist Eigentum der Stadt Wien und steht unter Denkmalschutz.                                                          |
| ja   | Datei hochladen | Statuen der heiligen Johannes Nepomuk und Erasmus                              | Karmelitergasse, Karmeliterkirche ·                                            |                     |         | Vergoldete Figuren der heiligen Johannes Nepomuk und Erasmus finden sich zwischen dem Chor und dem Langhaus. |
| ja   | Datei hochladen | Statue Johannes Nepomuk HERIS-ID: 8568 Objekt-ID: 4524 Wien Kulturgut: 43594   | Obere Donaustraße (Wilhelm-Kienzl-Park), Johannes-Nepomuk-Kapelle ·            |                     |         | Die Kapelle wurde vermutlich um 1729 errichtet. Im Laufe seiner Geschichte wurde das Bauwerk jedoch mehrmals abgetragen und an neuen Standorten wieder errichtet. Die Kapelle ist Eigentum der Stadt Wien und steht unter Denkmalschutz.                             |
|      | Datei hochladen | Holzfigur Johannes Nepomuks                                                    | Pazmanitengasse                                                                |                     |         | Im Hoftrakt des Hauses Pazmanitengasse 5 befindet sich eine aus Holz geschnitzte Figur Johannes Nepomuks. |
| ja   | Datei hochladen | Altarbild Johannes Nepomuks HERIS-ID: 8554 Objekt-ID: 4509                     | Praterstraße, Johann-Nepomuk-Kirche ·                                          | Leopold Kupelwieser | 1846    | Das Altarbild in der Johannes Nepomuk geweihten Pfarrkirche wurde von Leopold Kupelwieser 1846 geschaffen und zeigt die Glorie des Heiligen. Die Kirche steht unter Denkmalschutz.                                                                                   |
|      | Datei hochladen | Altarbild Johannes Nepomuks                                                    | Taborstraße, Kirche Johannes der Täufer, Klosterkirche der Barmherzigen Brüder | Johann Cymbal       |         | In der Johannes-Nepomuk-Kapelle findet sich ein von Johann Cymbal geschaffenes Altarbild, das den Heiligen Almosen spendend darstellt. Wandbilder zeigen das Verhör vor König Wenzel und den Brückensturz, das DeckenFresko die himmlische Glorie Johannes Nepomuks. |
|      | Datei hochladen | Statue Johannes Nepomuk                                                        | Taborstraße, Kirche Johannes der Täufer, Klosterkirche der Barmherzigen Brüder |                     |         | Die Statue Johannes Nepomuks befindet sich im Hof des Klosters. |

## Landstraße
| Foto |                 | Objekt                                              | Standort                                          | Künstler           | Baujahr | Beschreibung |
| ---- | --------------- | --------------------------------------------------- | ------------------------------------------------- | ------------------ | ------- | --- |
| ja   | Datei hochladen | Johannes-Nepomuk-Statue                             | Apostelgasse ·                                    |                    |         | In der Grünanlage vor der Erdberger Pfarrkirche Sankt Peter und Paul befindet sich eine Johannes-Nepomuk-Statue. Ursprünglicher Standort war eine Mauernische im 1971 abgebrochenen Haus Apostelgasse 2. 1977 erfolgte die Aufstellung am gegenwärtigen Standort.                                                                        |
| BW   | Datei hochladen | Johannes Nepomuk als Baldachinfigur                 | Arsenal, Pfarrkirche Maria vom Siege im Arsenal · |                    |         | Eine von Franz Melnitzky aus Birnholz gefertigte Darstellung von Johannes Nepomuk befindet sich als linke Baldachinfigur am Hochaltar. |
| ja   | Datei hochladen | Johannes-Nepomuk-Altar                              | Landstraßer Hauptstraße, Rochuskirche ·           |                    |         | Im rechten Seitenschiff befindet sich ein Johannes-Nepomuk-Altar, der Ende des 17. und Anfang des 18. Jahrhunderts geschaffen wurde. Das Altarblatt stellt Johannes Nepomuk, der auf Wolken schwebend vor dem Gekreuzigten kniet vor dem Hintergrund der Karlsbrücke in Prag. Das Bild entstammt 1728/1729 der Schule von Peter Strudel. |
|      | Datei hochladen | Statue Johannes Nepomuks                            | Landstraßer Hauptstraße, Elisabethinenkirche      |                    |         | Im Krankenhaustrakt befindet sich eine lebensgroße Statue Johannes Nepomuks aus Holz aus der Mitte des 18. Jahrhunderts. Der Sockel ist mit 1741 datiert. Johannes Nepomuk wird mit zwei Engeln dargestellt, von denen einer ein Schloss hält.                                                                                           |
| ja   | Datei hochladen | Johannes-Nepomuk-Statue                             | Rennweg ·                                         |                    |         | In der Außenmauer des Palais Schwarzenberg befindet sich in einer Nische eine Johannes-Nepomuk-Statue. |
| ja   | Datei hochladen | Johannes-Nepomuk-Statue                             | Rennweg, Unteres Belvedere ·                      | Johann Jacob Schoy | 1724    | Im Durchgang des Unteren Belvederes zum Schlosspark befindet sich eine 1724 von Johann Jacob Schoy geschaffene steinerne Apotheose des heiligen Johannes Nepomuk. Der ursprüngliche Standort der Darstellung war eine Wegkapelle in Tobelbad in der Steiermark.                                                                          |
| ja   | Datei hochladen | Johannes Nepomuk als Badachinfigur                  | Rennweg, Kirche der Salesianerinnen               |                    |         | An einem Pfeiler der Kirche der Salesianerinnen befindet sich eine Darstellung von Johannes Nepomuk als aus Holz Mitte des 18. Jahrhunderts geschaffene Baldachinfigur. |
|      | Datei hochladen | Johannes-Nepomuk-Altar                              | Rennweg, Kirche der Salesianerinnen               |                    |         | Im Kinderoratorium im Obergeschoß des Salesianerinnenklosters befindet sich der Johannes-Nepomuk-Altar. Das Altarbild aus der Zeit zwischen 1730 und 1740 zeigt die Apotheose des Johannes Nepomuk. |
|      | Datei hochladen | Johannes-Nepomuk-Statue                             | Rennweg, Kirche der Salesianerinnen               |                    |         | Im Garten des Salesianerinnenklosters befinden sich fünf steinerne Heiligenfiguren, darunter auch eine Statue von Johannes Nepomuk. |
| BW   | Datei hochladen | Johannes-Nepomuk-Statue                             | Rennweg, Waisenhauskirche ·                       |                    |         | Im rechten Umgang der Waisenhauskirche findet sich eine Ende des 18. Jahrhunderts entstandene Figur von Johannes Nepomuk in Fesseln. |
| ja   | Datei hochladen | Fresko mit mährischen und böhmischen Landesheiligen | Rennweg, Kirche zum Allerheiligsten Erlöser ·     | Josef Magerle      | 1948    | An der Hochaltarwand der Kirche zum Allerheiligsten Erlöser befindet sich ein 1948 von Josef Magerle geschaffenes Fresko mit mährischen und böhmischen Landesheiligen, das auch eine Darstellung von Johannes Nepomuk enthält. |
|      | Datei hochladen | Kopie des Gnadenbilds von Altbunzlau                | Rennweg, Kirche zum Allerheiligsten Erlöser       |                    |         | In der Marienkapelle befindet sich am Altar eine Kopie des Gnadenbilds von Altbunzlau |
|      | Datei hochladen | Johannes-Nepomuk-Statue                             | Rennweg, Kirche zum Allerheiligsten Erlöser       |                    |         | In der Sakristei der Kirche zum Allerheiligsten Erlöser befindet sich eine aus Holz gefertigte Statue Johannes Nepomuks. |

## Wieden
| Foto |                 | Objekt                       | Standort                             | Künstler | Baujahr | Beschreibung                                                                                            |
| ---- | --------------- | ---------------------------- | ------------------------------------ | -------- | ------- | --- |
| ja   | Datei hochladen | Gemälde von Johannes Nepomuk | Irene-Harand-Platz, Paulanerkirche · |          |         | In der Sakristei der Paulanerkirche befindet sich ein Gemälde, welches Johannes Nepomuk darstellt.      |
|      | Datei hochladen | Statue Johannes Nepomuks     | Margaretenstraße                     |          |         | Im Hof des Hauses Margaretenstraße 45 befindet sich eine aus Stein gefertigte Statue Johannes Nepomuks. |

## Margareten
| Foto |                 | Objekt                                                                         | Standort                                           | Künstler | Baujahr | Beschreibung |
| ---- | --------------- | ------------------------------------------------------------------------------ | -------------------------------------------------- | -------- | ------- | --- |
| ja   | Datei hochladen | Statue Johannes Nepomuks                                                       | Hartmanngasse, Hartmannspital                      |          |         | Im Hof des Hartmannspitals befindet sich eine aus Sandstein gefertigte Statue Johannes Nepomuks. |
| ja   | Datei hochladen | Statue Johannes Nepomuks HERIS-ID: 11435 Objekt-ID: 7535 Wien Kulturgut: 43582 | Gegenüber Rechte Wienzeile 85 ·                    |          |         | In der Grünfläche gegenüber dem Haus Rechte Wienzeile 85 bei der Pilgrambrücke über den Wienfluss befindet sich eine Statue Johannes Nepomuks. Der frühere Aufstellungsort befand sich im Hof des Hauses Hofmühlgasse 6. Diese wurde 2010 restauriert. Die Statue steht unter Denkmalschutz. |
| ja   | Datei hochladen | Johannes-Nepomuk-Statue                                                        | Schönbrunner Straße 54, Bezirksmuseum Margareten · |          |         | Im Bezirksmuseum Margareten ist eine kleine Johannes-Nepomuk-Statue ausgestellt, die sich früher in der Krongasse befand. Ob sie als frei stehende Statue oder als Nischenfigur aufgestellt war, ist nicht mehr bekannt                                                                      |
| ja   | Datei hochladen | Johannes-Nepomuk-Kapelle HERIS-ID: 10450 Objekt-ID: 6509 Wien Kulturgut: 43573 | Schönbrunner Straße, Bruno-Kreisky-Park ·          |          |         | An der Kreuzung Schönbrunner Straße / Sankt-Johann-Gasse wurde 1756 eine der sogenannten Linienkapellen errichtet. Die Kapelle steht unter Denkmalschutz. |
| ja   | Datei hochladen | Statue Johannes Nepomuks                                                       | Schönbrunner Straße, Margaretener Pfarrkirche ·    |          |         | Rechts vom Eingang zur Pfarrkirche befindet sich eine Statue Johannes Nepomuks. |
| ja   | Datei hochladen | Statue Johannes Nepomuks                                                       | Schönbrunner Straße, Margaretener Pfarrkirche ·    |          |         | Am rechten Seitenaltar der Margaretener Pfarrkirche befindet sich eine Figur Johannes Nepomuks. |
| ja   | Datei hochladen | Statue Johannes Nepomuks                                                       | Obere Amtshausgasse 48 ·                           |          |         | |

## Mariahilf
| Foto |                 | Objekt                                   | Standort                                           | Künstler | Baujahr | Beschreibung |
| ---- | --------------- | ---------------------------------------- | -------------------------------------------------- | -------- | ------- | --- |
| ja   | Datei hochladen | Johannes-Nepomuk-Kapelle                 | Mariahilfer Straße, Mariahilfer Kirche ·           |          |         | In der Johannes-Nepomuk-Kapelle befindet sich ein Altarbild mit einer Darstellung von Johannes-Nepomuk. |
| BW   | Datei hochladen | Statue Johannes Nepomuks                 | Mariahilfer Straße, Mariahilfer Kirche ·           |          |         | In der Sakristei der Mariahilfer Kirche befindet sich eine Holzfigur Johannes Nepomuks. |
| ja   | Datei hochladen | Statue Johannes Nepomuks                 | Windmühlgasse, Laimgrubenkirche ·                  |          |         | Rechts vom Kircheneingang steht in einer Nische eine Statue Johannes Nepomuks auf einem Sockel mit Wappen und der Jahreszahl 1723. Die Statue stand schon bei der alten Kirche auf der Mariahilfer Straße beim Eingang. |
| ja   | Datei hochladen | Johannes-Nepomuk-Kapelle                 | Windmühlgasse, Laimgrubenkirche ·                  |          |         | In der Johannes-Nepomuk-Kapelle befindet sich ein Altarbild mit einer Darstellung von Johannes Nepomuk. |
| ja   | Datei hochladen | Johannes-Nepomuk-Kapelle                 | Windmühlgasse, Laimgrubenkirche ·                  |          |         | Beim Altar der Johannes-Nepomuk-Kapelle befindet sich eine aus Holz geschnitzte Statue Johannes Nepomuks. |
| ja   | Datei hochladen | Reliefdarstellungen von Johannes Nepomuk | Gegenüber Rechte Wienzeile 18, Naschmarktkapelle · |          |         | In der Naschmarktkapelle befinden sich an den Seitenwänden Reliefs von Johannes Nepomuk aus der Zeit um 1817. Sie stellen die Beichte der Königin und den Brückensturz des Heiligen dar.                                |

## Neubau
| Foto |                 | Objekt                                                    | Standort                                   | Künstler               | Baujahr | Beschreibung |  |
| ---- | --------------- | --------------------------------------------------------- | ------------------------------------------ | ---------------------- | ------- | --- |  |
| ja   | Datei hochladen | Statue Johannes Nepomuks HERIS-ID: 30459 Objekt-ID: 27204 | Messeplatz ·                               | Anton Dominik Fernkorn | 1862    | Am Museumsplatz bei der Mariahilfer Straße befindet sich eine Statue Johannes Nepomuks. Die hier aufgestellte Statue wurde 1862 von Anton Dominik Fernkorn geschaffen. Die Statue steht unter Denkmalschutz.                                   |  |
| ja   | Datei hochladen | Statue Johannes Nepomuks                                  | Neustiftgasse 27 ·                         |                        |         | In einer Fassadennische des Hauses Neustiftgasse 27 befindet sich eine Figur Johannes Nepomuks. |  |
| ja   | Datei hochladen | Statue von Johannes Nepomuk                               | Neustiftgasse 16 ·                         |                        |         | Zwischen dem 1. und 2. Hof in einem Durchgang befindet sich eine Figur von Johannes Nepomuk, die vermutlich 1862 aufgestellt und 2009 rekonstruiert wurde. Vor der Rekonstruktion stand einige Jahrzehnte an dieser Stelle eine Christusfigur. |  |
| ja   | Datei hochladen | Statue Johannes Nepomuk                                   | St. Ulrichsplatz, Pfarrkirche St. Ulrich · |                        |         | An der Balustrade der Kirchenstiege befindet sich die aus der zweiten Hälfte des 18. Jahrhunderts stammende Statue Johannes Nepomuks als äußerte rechte Darstellung. Sie stammt von Franz Seegen.                                              |  |
| BW   | Datei hochladen | Gemälde Johannes Nepomuks                                 | St. Ulrichsplatz, Pfarrkirche St. Ulrich · |                        |         | Am dritten Seitenaltar in der Pfarrkirche Sankt Ulrich befindet sich das Altarbild Glorie des Johannes Nepomuk von Franz Xaver Palko aus der Zeit um 1750.                                                                                     |  |

## Josefstadt
| Foto |                 | Objekt                                         | Standort                                             | Künstler          | Baujahr | Beschreibung |  |
| ---- | --------------- | ---------------------------------------------- | ---------------------------------------------------- | ----------------- | ------- | --- |  |
| ja   | Datei hochladen | Altarbild von Johannes Nepomuk                 | Alser Straße, Alserkirche ·                          | Martino Altomonte | 1723    | In der rechten Seitenkapelle beim Haupteingang der Alserkirche zeigt das von Martino Altomonte um 1723 geschaffene Altarbild Johannes Nepomuk bei der Kreuzverehrung. |  |
| ja   | Datei hochladen | Statue von Johannes Nepomuk                    | Alser Straße, Alserkirche ·                          |                   |         | In der Alserkirche befindet sich an der rechten Seite zwischen dem Altar und der Kanzel eine Statue von Johannes Nepomuk. |  |
| ja   | Datei hochladen | Statue Johannes Nepomuks                       | Alser Straße, Alserkirche ·                          |                   |         | Beim Eingang zum Minoritenkloster neben der Alserkirche befindet sich eine Statue Johannes Nepomuks aus der ersten Hälfte des 18. Jahrhunderts. |  |
| ja   | Datei hochladen | Statue von Johannes Nepomuk                    | Jodok-Fink-Platz, Piaristenkirche Maria Treu ·       |                   | 1723    | Auf dem Areal des Piaristenklosters befindet sich an der Südfassade der Kirche in einer im dritten Viertel des 19. Jahrhunderts errichteten Mauernische eine Statue von Johannes Nepomuk aus dem Jahr 1723. Bis 1864 war die Statue am Rand des Josefstädter Glacis aufgestellt.                  |  |
| ja   | Datei hochladen | Altarbild von Johannes Nepomuk                 | Jodok-Fink-Platz, Piaristenkirche Maria Treu ·       |                   |         | In der Piaristenkirche Maria Treu befindet sich auf der rechten Seite ein Johannes-Nepomuk-Altar mit einem Altarbild des Heiligen. |  |
|      | Datei hochladen | Bienenstock mit einem Relief Johannes Nepomuks | Laudongasse, Österreichisches Museum für Volkskunde  |                   |         | Unter den Ausstellungsstücken des Österreichischen Museums für Volkskunde befindet sich ein aus einem ausgehöhlten Baumstamm bestehender und mit einem Relief Johannes Nepomuks beschnitzter Bienenstock. Dieser Bienenstock entstand um 1830 in Hegerbusch bei Königinhof an der Elbe in Böhmen. |  |
| ja   | Datei hochladen | Statue Johannes Nepomuks                       | Lerchenfelder Straße, Altlerchenfelder Pfarrkirche · |                   |         | An der der Lerchenfelder Straße zugewandten Seite der Kirche befindet sich als Fassadenplastik eine Darstellung Johannes Nepomuks. |  |
|      | Datei hochladen | Statue von Johannes Nepomuk                    | Lenaugasse 2                                         |                   |         | Im Stiegenhaus des Hauses Lenaugasse 2 befindet sich eine Darstellung von Johannes Nepomuk als Nischenfigur. |  |
|      | Datei hochladen | Statue von Johannes Nepomuk                    | Schlösslgasse 24                                     |                   |         | Im Stiegenhaus des Hauses Schlösslgasse 24 befindet sich eine Figur von Johannes Nepomuk. |  |

## Alsergrund
| Foto |                 | Objekt                                                                              | Standort                                                       | Künstler | Baujahr | Beschreibung |
| ---- | --------------- | ----------------------------------------------------------------------------------- | -------------------------------------------------------------- | -------- | ------- | --- |
| ja   | Datei hochladen | Statue Johannes Nepomuks HERIS-ID: 21379 Objekt-ID: 17698 Wien Kulturgut: 45138     | Alser Straße, Campus der Universität Wien ·                    |          |         | Im Hof 4 des Campus der Universität Wien befindet sich eine Statue von Johannes Nepomuk. Die Statue steht unter Denkmalschutz. |
| BW   | Datei hochladen | Statue von Johannes Nepomuk                                                         | Boltzmanngasse, Priesterseminarkirche Santa Maria de Mercede · |          |         | In der nach Plänen von Anton Ospel errichteten Priesterseminarkirche befindet sich eine Nischenfigur von Johannes Nepomuk. |
|      | Datei hochladen | Altarbild von Johannes Nepomuk                                                      | Lustkandlgasse, Canisiuskirche                                 |          |         | In der Canisiuskirche befindet sich ein Johannes Nepomuk geweihter Seitenaltar mit einem Bildnis des Heiligen. |
| ja   | Datei hochladen | Altarbild von Johannes Nepomuk                                                      | Marktgasse, Lichtentaler Pfarrkirche ·                         |          |         | In der Lichtentaler Pfarrkirche befindet sich ein Johannes Nepomuk geweihter Seitenaltar. Das Altarbild zeigt ein Gemälde des Heiligen, die Predella beinhaltet rechts Reliefs des Brückensturzes und links der Beichte. Johannes Nepomuk wird dabei auf einem Sessel sitzend dargestellt, während die Königin kniet. Durch einen Vorhang sind beide von einem wartenden Pagen und einer Hofdame abgesondert. |
| ja   | Datei hochladen | Statue von Johannes Nepomuk                                                         | Rooseveltplatz, Votivkirche ·                                  |          |         | Eine Fassadenplastik am Nordturm der Votivkirche zeigt Johannes Nepomuk als böhmischen Landespatron. |
| ja   | Datei hochladen | Statue Johannes Nepomuk HERIS-ID: 4166 Objekt-ID: 4 Wien Kulturgut: 45148           | Rossauer Lände ·                                               |          |         | Die Statue aus der ersten Hälfte des 18. Jahrhunderts steht unter Denkmalschutz. Ursprünglich befand sie sich im 2. Wiener Gemeindebezirk Leopoldstadt. |
| ja   | Datei hochladen | Reliefs mit Szenen aus Johannes Nepomuks Leben                                      | Servitengasse, Servitenkirche ·                                |          |         | Zahlreiche Stuckreliefs mit Szenen aus dem Leben des Heiligen (Brückensturz, Beichte der Königin, Skulptur des toten Johannes Nepomuk, Verzückung des Heiligen) von Giovanni Battista Bussi zieren die in der linken Turmkapelle untergebrachte Johannes-Nepomuk-Kapelle. 1733 stiftete Ernestine Gräfin Herberstein diese Kapelle und spendete zwei Diamanten im Wert von 1000 fl. für die künstlerische Ausgestaltung. |
| ja   | Datei hochladen | Statue Johannes Nepomuks                                                            | Servitengasse, Servitenkirche ·                                |          |         | Rechts im Vorraum der Servitenkirche befindet sich eine überlebensgroße Statue Johannes Nepomuks aus der ersten Hälfte des 18. Jahrhunderts. |
| BW   | Datei hochladen | Gemälde Johannes Nepomuks                                                           | Servitengasse, Servitenkirche ·                                |          |         | In der Peregrinikapelle der Servitenkirche befand sich bis zur Restaurierung der Kapelle (2014) ein Gemälde Johannes Nepomuks. |
| ja   | Datei hochladen | Statue Johannes Nepomuks                                                            | Servitengasse, Servitenkloster ·                               |          |         | Im Hof des Servitenklosters befindet sich eine Statue Johannes Nepomuks. Die aus der Zeit um 1712 stammende Statue stand früher in der Grünentorgasse vor der Nordfassade der Servitenkirche. |
| ja   | Datei hochladen | Statue Johannes Nepomuks HERIS-ID: 14759 Objekt-ID: 10997 Wien Kulturgut: 45137     | Sobieskiplatz ·                                                |          |         | Auf dem Sobieskiplatz befindet sich eine von einem Baldachin geschützte Statue („Johannes mit dem Regenschirm“) aus dem dritten Viertel des 18. Jahrhunderts. Die unter Denkmalschutz stehende Freiplastik wurde 2012 restauriert, die Jahreszahl auf dem Sockel (1824) neu vergoldet. 1853–1862 hieß der Sobieskiplatz nach der (bis 1841 in seiner Mitte befindlichen) Statue Johannesplatz. Wegen der Aufstellung eines Auslaufbrunnens („Bassena“) der Kaiser-Ferdinands Wasserleitung rückte man sie dann in die Ecke bei der Säulengasse. Um die Jahrhundertwende bis 1965 stand sie im Garten der Canisiuskirche (Pulverturmgasse 13), dann vor der Pfarrkanzlei (Lustkandlgasse 34). Mit der Neugestaltung des Platzes Ende des 20. Jh. kehrte die Statue auf den Sobieskiplatz zurück. |
| ja   | Datei hochladen | Gemälde von Johannes Nepomuk HERIS-ID: 14338 Objekt-ID: 10572 Wien Kulturgut: 45146 | Währinger Gürtel, St.-Johannes-Nepomuk-Kapelle ·               |          |         | In der 1895 nach Plänen von Otto Wagner errichteten Johannes-Nepomuk-Kapelle am inneren Währinger Gürtel befindet sich ein Gemälde von Johannes Nepomuk. Die Kapelle steht unter Denkmalschutz. |

## Favoriten
| Foto |                 | Objekt                                                                          | Standort                                                      | Künstler       | Baujahr | Beschreibung |
| ---- | --------------- | ------------------------------------------------------------------------------- | ------------------------------------------------------------- | -------------- | ------- | --- |
|      | Datei hochladen | Gemälde Johannes Nepomuks                                                       | Oberlaaer Platz, Pfarrkirche Oberlaa                          |                |         | In der Oberlaaer Kirche befindet sich ein Gemälde Johannes Nepomuks. |
| ja   | Datei hochladen | Steinfigur Johannes Nepomuks                                                    | Antonsplatz, Pfarrkirche heiliger Antonius von Padua ·        |                |         | In der Pfarrkirche heiliger Antonius von Padua befindet sich eine Steinfigur Johannes Nepomuks. Diese wurde vom ehemaligen Schmelzer Friedhof hierher überführt und stammt aus der Mitte des 18. Jahrhunderts. |
| ja   | Datei hochladen | Statue Johannes Nepomuks HERIS-ID: 73304 Objekt-ID: 86592 Wien Kulturgut: 45175 | Himberger Straße ·                                            |                |         | Bis 1920 stand die Statue Johannes Nepomuks aus der Mitte des 18. Jahrhunderts vor dem Haus Himberger Straße 53–55, dann wurde sie an den derzeitigen Standort bei der Brücke über den Liesingbach im Zuge der Himberger Straße übertragen. 1979 erhielt sie einen neuen Sockel. Die Statue steht unter Denkmalschutz.                |
|      | Datei hochladen | Gemälde Johannes Nepomuks                                                       | Klederinger Straße, Filialkirche heiliger Johannes der Täufer |                |         | Im Langhaus der Filialkirche heiliger Johannes der Täufer befindet sich ein Gemälde Johannes Nepomuks. Der Heilige wird von Engeln mit Palme, Kreuz und Kranz umschwebt. Vor der Silhouette der Stadt Prag ist die Karlsbrücke mit Soldaten zu sehen.                                                                                 |
| ja   | Datei hochladen | Statue Johannes Nepomuks                                                        | Klederinger Straße ·                                          |                |         | Im Haus Klederinger Straße 183 befindet sich eine Nischenfigur Johannes Nepomuks aus dem 3. Viertel des 18. Jahrhunderts. |
|      | Datei hochladen | Triptychon mit den heiligen Stephanus und Johannes Nepomuk                      | Neilreichgasse, Pfarrkirche Salvator am Wienerfeld            | Herbert Boeckl | 1943    | In der Pfarrkirche Salvator am Wienerfeld befindet sich ein Triptychon mit Flügelinnenseiten mit den heiligen Stephanus und Johannes Nepomuk. Geschaffen wurde dieses 1943 von Herbert Boeckl. |
| ja   | Datei hochladen | Statue Johannes Nepomuks HERIS-ID: 71466 Objekt-ID: 84654 Wien Kulturgut: 45155 | Oberlaaer Platz ·                                             |                | 1754    | Auf dem Oberlaaer Platz vor der Pfarrkirche Oberlaa befindet sich eine Statue Johannes Nepomuks aus dem Jahr 1754. Diese befand sich ursprünglich in der Himberger Landstraße bei der Brücke über den Liesingbach und wurde nach Beschädigungen während der Franzosenkriege hierher übertragen. Die Statue steht unter Denkmalschutz. |
| ja   | Datei hochladen | Statue Johannes Nepomuks                                                        | Oberlaaer Straße 20 ·                                         |                |         | In einer Vitrine an der Fassade des Hauses Oberlaaer Straße 20 befindet sich eine Johannes-Nepomuk-Statue |
| ja   | Datei hochladen | Statue Johannes Nepomuks                                                        | Unterlaaer Straße ·                                           |                |         | Bei der Brücke über den Liesingbach befindet sich eine Statue Johannes Nepomuks. Die aus der Mitte des 18. Jahrhunderts stammende Statue wurde nach Beschädigungen durch einen Autounfall im Jahr 1977 im Jahr 1978 durch den Bildhauer Kamenjetzky wieder instand gesetzt.                                                           |

## Simmering
| Foto |                 | Objekt                                                                          | Standort                                    | Künstler | Baujahr | Beschreibung |
| ---- | --------------- | ------------------------------------------------------------------------------- | ------------------------------------------- | -------- | ------- | --- |
|      | Datei hochladen | Statue Johannes Nepomuks                                                        | Dittmanngasse 3a                            |          |         | Bei der Einfahrt in den Garten der Villa Mauthner-Markhof stand eine aus Sandstein gefertigte Figur Johannes Nepomuks aus der Mitte des 18. Jahrhunderts. Auf dem Sockel befindet sich ein Relief des Brückensturzes. Ursprünglich war die Statue im 8. Wiener Gemeindebezirk im Hof des Hauses Neudeggergasse 10 aufgestellt. Im Züge der Neuverbauung der Mautner-Markhof-Gründe wurde die Statue entfernt, ihr jetziger Standort ist unbekannt. |
|      | Datei hochladen | Statue Johannes Nepomuks                                                        | Enkplatz, Pfarrkirche Neusimmering          |          |         | Am rechten Querhausaltar der Kirche befindet sich eine Figur Johannes Nepomuks. |
| ja   | Datei hochladen | Johannes-Stöckl                                                                 | Hauffgasse ·                                |          |         | An der Kreuzung Hauffgasse / Am Kanal, östlich der Unterführung der S-Bahn, befindet sich das so genannte Johannes-Stöckl, ein Breitpfeiler mit einem Dreieckgiebel-Zeltdach. Zum Zeitpunkt seiner Errichtung Ende des 19. Jahrhunderts befand sich an der Stelle der heutigen S-Bahn-Unterführung eine Brücke über den damals hier verlaufenden Wiener Neustädter Kanal. In der vergitterten Rundbogennische ist eine Steinfigur Johannes Nepomuks aus der Mitte des 18. Jahrhunderts. Über die Geschichte der Figur gibt es verschiedene Versionen. |
| ja   | Datei hochladen | Statue Johannes Nepomuks                                                        | Mautner-Markhof-Gasse ·                     |          |         | In einer Fassadennische des Hauses Mautner-Markhof-Gasse 63 steht unter einem schützenden Baldachin auf einem in die Fassade eingelassenen Sockel eine aus der Zeit um 1800 stammende Statue Johannes Nepomuks. |
| ja   | Datei hochladen | Statue Johannes Nepomuks HERIS-ID: 62074 Objekt-ID: 74592 Wien Kulturgut: 45179 | Münnichplatz, Pfarrkirche Kaiserebersdorf · |          |         | Links vom Haupteingang der Kirche befindet sich unter einem Baldachin eine Figur Johannes Nepomuks aus dem 2. Viertel des 18. Jahrhunderts. Die Statue steht unter Denkmalschutz. |
|      | Datei hochladen | Statue Johannes Nepomuks                                                        | Münnichplatz, Pfarrkirche Kaiserebersdorf   |          |         | In der Kirche befindet sich eine Figur Johannes Nepomuks aus der Mitte des 18. Jahrhunderts. |

## Meidling
| Foto |                 | Objekt                                                                                              | Standort                                    | Künstler | Baujahr | Beschreibung |
| ---- | --------------- | --------------------------------------------------------------------------------------------------- | ------------------------------------------- | -------- | ------- | --- |
| ja   | Datei hochladen | Wappen Gaudenzdorf                                                                                  |                                             |          |         | Johannes Nepomuk wurde von den Gemeindevertretern der 1819 gegründeten Ortschaft Gaudenzdorf zum Schutzpatron gewählt. Seine Darstellung symbolisiert Gaudenzdorf im Bezirkswappen von Meidling.                                                                 |
| ja   | Datei hochladen | Statuengruppe Johannes Nepomuks Brückensturz HERIS-ID: 28889 Objekt-ID: 25496 Wien Kulturgut: 45012 | Flurschützstraße, Kirche Maria Empfängnis · |          |         | Gegenüber dem Pfarrhof steht am Treppenaufgang die aus der Mitte des 18. Jahrhunderts stammende Figurengruppe, die den Brückensturz darstellt. 1960 wurde diese Gruppe nach Zerstörungen im Zweiten Weltkrieg restauriert. Die Statue steht unter Denkmalschutz. |
| ja   | Datei hochladen | Statue Johannes Nepomuk                                                                             | Khleslplatz ·                               |          |         | In einer Rundbogennische befindet sich eine Figur Johannes Nepomuks aus dem dritten Viertel des 18. Jahrhunderts. |
| ja   | Datei hochladen | Statue Johannes Nepomuks HERIS-ID: 28931 Objekt-ID: 25543                                           | Migazziplatz, Meidlinger Pfarrkirche ·      |          |         | In der Johannes Nepomuk geweihten Kirche befindet sich in der östlichen Portalnische eine Figur Johannes Nepomuks. Die Kirche steht unter Denkmalschutz. |
| ja   | Datei hochladen | Statue Johannes Nepomuks                                                                            | Schlöglgasse ·                              |          |         | In der Schlöglgasse steht auf einem volutengerahmten Sockel eine steinerne Figur Johannes Nepomuks aus der Mitte des 18. Jahrhunderts. Bis 1969 stand diese Figur an der Kreuzung Hetzendorfer Straße / Schönbrunner Allee.                                      |
| ja   | Datei hochladen | | Schönbrunner Straße 259 ·                   |          |         | An der Fassade der Apotheke Schwenk „Zum hl. Johann von Nepomuk“ befindet sich ein gemalter Nepomuk. |

## Hietzing
| Foto |                 | Objekt                                                    | Standort                                             | Künstler                  | Baujahr | Beschreibung |
| ---- | --------------- | --------------------------------------------------------- | ---------------------------------------------------- | ------------------------- | ------- | --- |
| ja   | Datei hochladen | Altarbild Johannes Nepomuks                               | Am Platz, Pfarrkirche Maria Hietzing ·               |                           |         | Das Altarbild in der 1733 eingerichteten Johannes-Nepomuk-Kapelle, einem seichten Rechteckbau mit einer Rundbogenöffnung und Giebeldach, zeigt die Marienerscheinung während der Wallfahrt des Heiligen nach Altbunzlau. Das Bild stammt aus der Erbauungszeit der Kapelle. |
| ja   | Datei hochladen | Statue Johannes Nepomuks                                  | Am Platz, Pfarrkirche Maria Hietzing ·               |                           |         | In der 1733 eingerichteten Johannes-Nepomuk-Kapelle, einem seichten Rechteckbau mit einer Rundbogenöffnung und Giebeldach, befindet sich eine Figur des Heiligen aus der vermutlich zweiten Hälfte des 18. Jahrhunderts. |
|      | Datei hochladen | Statue Johannes Nepomuks                                  | Fasangartengasse, Invalidenhauskirche                |                           |         | In der Johannes Nepomuk geweihten Invalidenhauskirche befindet sich seitlich des Altarbogens eine aus Holz gefertigte Figur des Heiligen aus der Zeit um 1900. |
| ja   | Datei hochladen | Statue Johannes Nepomuks HERIS-ID: 64491 Objekt-ID: 77216 | Firmiangasse / Glasauergasse ·                       |                           |         | Bei der Kreuzung Firmiangasse / Glasauergasse (bis zur Einhausung des Marienbachs war hier eine Brücke) befindet sich eine mit 1745 datierte Statue Johannes Nepomuks. Die Statue steht unter Denkmalschutz. |
|      | Datei hochladen | Statue Johannes Nepomuks                                  | Gloriettegasse                                       |                           |         | Im Garten der ehemaligen Dumba-Villa in der Gloriettegasse steht eine nicht zugängliche Johannes-Nepomuk-Statue |
| ja   | Datei hochladen | Statue Johannes Nepomuks                                  | Kardinal-König-Platz ·                               |                           |         | Auf dem Kardinal-König-Platz (hier war früher eine Brücke über den Lainzerbach) steht eine aus Metall gefertigte und vergoldete Statue Johannes Nepomuks aus der Zeit zwischen 1900 und 1910. |
|      | Datei hochladen | Altarbild Johannes Nepomuks                               | Schönbrunner Schlosskapelle                          | Giovanni Battista Pittoni | 1735    | Der rechte Seitenaltar trägt ein zwischen 1734 und 1735 von Giovanni Battista Pittoni gemaltes Altarbild von Johannes Nepomuk. Das Bild ähnelt in seiner Ausführung dem ebenfalls 1734 für die Karlskirche in Wien von Sebastiano Ricci geschaffenen Bildnis der Himmelfahrt Mariens. Als Auftraggeberin des Johannes-Nepomuk-Bildes wird Kaiserin Wilhelmine Amalie von Braunschweig-Lüneburg vermutet. |
| ja   | Datei hochladen | Statue Johannes Nepomuks HERIS-ID: 64493 Objekt-ID: 77221 | Sankt-Veit-Gasse ·                                   |                           | 1855    | Auf dem Vorplatz der Unter St. Veiter Pfarrkirche steht eine aus dem Jahr 1855 stammende Statue Johannes Nepomuks. Der Heilige macht die Schweigegeste. Am Sockel der 1962 restaurierten Figur befindet sich die Inschrift „Wer seine Zunge im Zaum hält, bewahrt seine Seele“. Die Statue steht unter Denkmalschutz.                                                                                    |
|      | Datei hochladen | Glasfenster                                               | Versorgungsheimplatz, Geriatriezentrum Am Wienerwald |                           |         | In der Kirche des Geriatriezentrums Am Wienerwald befindet sich im rechten Seitenschiff ein aus den Jahren 1902 bis 1904 stammendes und von der Tiroler Glasmalerei und Mosaik Anstalt und der Firma Carl Geyling’s Erben angefertigtes Glasfenster mit einer Darstellung der heiligen Theodatus, Gaudentius, Crispinus und Johannes Nepomuk                                                             |
|      | Datei hochladen | Glasfenster                                               | Wolkersbergenstraße, Krankenhaus Lainz               |                           |         | In der Kapelle des Lainzer Krankenhauses befinden sich Glasfenster mit Darstellungen der heiligen Josef, Antonius von Padua, Johannes Nepomuk, Elisabeth, Franz von Assisi und Klara von Assisi. |

## Penzing
| Foto |                 | Objekt                      | Standort                                         | Künstler                   | Baujahr | Beschreibung |
| ---- | --------------- | --------------------------- | ------------------------------------------------ | -------------------------- | ------- | --- |
| ja   | Datei hochladen | Statue Johannes Nepomuks    | Breitenseer Straße ·                             |                            |         | In einer Nische des Hauses Breitenseer Straße 80 steht eine aus der früheren Kreuzkapelle stammende Statue des Johannes Nepomuk aus der Mitte des 18. Jahrhunderts. Der Sockel trägt ein Relief des Brückensturzes. |
| ja   | Datei hochladen | Statue Johannes Nepomuks    | Deutschordensstraße, ehemalige Hackinger Mühle · |                            | 1704    | In einer Nische in der südseitigen Fassade der ehemaligen Hackinger Mühle steht als Nischenfigur eine aus dem Jahr 1704 stammende Darstellung Johannes Nepomuks. |
| ja   | Datei hochladen | Statue Johannes Nepomuks    | Einwanggasse, Penzinger Pfarrkirche ·            |                            | 1866    | In der Penzinger Pfarrkirche befinden sich Darstellungen der heiligen Johannes Nepomuk und Dominikus aus dem Jahr 1866. |
| ja   | Datei hochladen | Statue Johannes Nepomuks    | Einwanggasse ·                                   |                            |         | In der ostseitig gelegenen Nische eines Hauses an der Kreuzung Einwanggasse / Linzer Straße befindet sich eine polychromierte Statue Johannes Nepomuks aus dem Anfang des 19. Jahrhunderts. Wie der Dehio vermerkt, hält der Heilige an Stelle des Kreuzes vermutlich ein Stück Winkeleisen in Händen.                                                                              |
|      | Datei hochladen | Altarbild Johannes Nepomuks | Hauptstraße, Mariabrunn                          | Frater Agostino a San Luca | 1745    | In einer Seitenkapelle befindet sich ein Altarbild mit der Glorifizierung des Johannes Nepomuk. Laut der Bezeichnung wurde es 1745 von Frater Agostino a San Luca geschaffen. |
|      | Datei hochladen | Statue Johannes Nepomuks    | Hauptstraße, Mariabrunn                          |                            |         | Am Eingang zur Sakristei befindet sich eine Figur Johannes Nepomuk. Sie ist mit 1744 bezeichnet und befand sich früher an der Hauptstraße. |
|      | Datei hochladen | Statue Johannes Nepomuks    | Hauptstraße, Mariabrunn                          |                            |         | In der Kirche befindet sich in einer Nische gegenüber der Kanzel eine Statue Johannes Nepomuks. |
| ja   | Datei hochladen | Statue Johannes Nepomuks    | Linzer Straße, Linienkapelle ·                   |                            |         | In der Linienkapelle in der Linzer Straße befindet sich eine Figur Johannes Nepomuks aus dem vierten Viertel des 18. Jahrhunderts. |
| ja   | Datei hochladen | Statue Johannes Nepomuks    | Linzer Straße; Johannes-Nepomuk-Kapelle ·        |                            |         | Am westseitigen Ende der Einfriedungsmauer des Miller-von-Aichholz-Schlössels in der Linzer Straße 429 befindet sich eine gegenüber dem Niveau des Trottoirs abgesenkte kapellenartige Rundbogennische mit einer Statue Johannes Nepomuks auf einem Wolkenpodest und davor ein Putto. Die Statue stammt aus dem zweiten Viertel des 18. Jahrhunderts und steht unter Denkmalschutz. |
| ja   | Datei hochladen | Statue Johannes Nepomuks    | Linzer Straße ·                                  |                            |         | In einer verglasten Rundbogennische in der abgeschrägten Ecke eines Hauses Kreuzung Linzer Straße / Diesterweggasse steht eine Statue Johannes Nepomuks aus dem Anfang des 19. Jahrhunderts. |
| ja   | Datei hochladen | Nepomukkapelle              | Linzer Straße ·                                  |                            |         | Eine kleine Rechteckkapelle mit Pilastergliederung und Rundbogentüre steht an der Brücke über den Halterbach. In ihr befindet sich eine Figur des heiligen Johannes Nepomuk aus dem dritten Viertel des 19. Jahrhunderts. |
| ja   | Datei hochladen | Statue Johannes Nepomuks    | Mauerbachstraße ·                                |                            |         | Nördlich der Mauerbachbrücke steht auf einem Vierkantpfeiler eine Statue Johannes Nepomuks aus dem ersten Viertel des 18. Jahrhunderts. Ursprünglich stand sie bei der Einfriedungsmauer des Parks von Schloss Laudon. |

## Rudolfsheim-Fünfhaus
| Foto |                 | Objekt                                                                          | Standort                                              | Künstler | Baujahr | Beschreibung |
| ---- | --------------- | ------------------------------------------------------------------------------- | ----------------------------------------------------- | -------- | ------- | --- |
| ja   | Datei hochladen | Statue Johannes Nepomuks HERIS-ID: 62307 Objekt-ID: 74838 Wien Kulturgut: 45105 | Mariahilfer Straße / Linzer Straße ·                  |          |         | In der Grünanlage befindet sich eine Statue Johannes Nepomuks aus der Zeit zwischen 1770 und 1780. Die Statue ist Eigentum der Stadt Wien und steht unter Denkmalschutz.                                                                                       |
|      | Datei hochladen | Statue Johannes Nepomuks                                                        | Pouthongasse, Pfarrkirche heiliger Antonius von Padua |          |         | Am linken Seitenaltar der Kirche befindet sich eine Figur Johannes Nepomuks aus der Zeit zwischen 1904 und 1906. |
|      | Datei hochladen | Statue Johannes Nepomuks                                                        | Reindorfgasse, Pfarrkirche Reindorf                   |          | 1900    | Am linken Triumphbogenaltar befinden sich Figuren der heiligen Josef, Aloysius und Johannes Nepomuks, die 1900 geschaffen wurden. |
|      | Datei hochladen | Gemälde Johannes Nepomuks                                                       | Reindorfgasse, Pfarrkirche Reindorf                   |          |         | In der Reindorfer Pfarrkirche befindet sich ein Gemälde Johannes Nepomuks mit der Darstellung der Beichte der Königin als Hintergrund. Das aus der ersten Hälfte des 18. Jahrhunderts stammende Bild wird dem Umkreis von Franz Anton Maulbertsch zugerechnet. |

## Ottakring
| Foto |                 | Objekt                    | Standort                                               | Künstler | Baujahr | Beschreibung |
| ---- | --------------- | ------------------------- | ------------------------------------------------------ | -------- | ------- | --- |
| ja   | Datei hochladen | Glasfenster               | Johannes-Krawarik-Gasse, Alt-Ottakringer Pfarrkirche · |          | 1969    | Im westlichen Querschiff der Kirche befindet sich ein Glasfenster mit Darstellungen Johannes Nepomuks, Wenzels und dem Herz Jesu aus dem Jahr 1969.                                                                          |
|      | Datei hochladen | Gemälde Johannes Nepomuks | Neulerchenfelder Straße, Neulerchenfelder Pfarrkirche  |          |         | In der Kirche befindet sich ein Bild, die Glorie Johannes Nepomuks darstellend, Dieses Bild, ein früheres Altarblatt im Stil von Johann Georg Schmidt, stammt aus der Zeit um 1754/1755.                                     |
| ja   | Datei hochladen | Statue Johannes Nepomuks  | Ottakringer Straße ·                                   |          |         | Beim Haus Ottakringer Straße 242 befindet sich im Karl-Kantner-Park eine um 1750 entstandene Statue Johannes Nepomuks. Ein Brückenbogen der Karlsbrücke in Prag fungiert als Sockel. Die Statue ist Eigentum der Stadt Wien. |

## Hernals
| Foto |                 | Objekt                   | Standort                            | Künstler | Baujahr | Beschreibung |
| ---- | --------------- | ------------------------ | ----------------------------------- | -------- | ------- | --- |
|      | Datei hochladen | Statue Johannes Nepomuks | Dornbacher Straße                   |          |         | In der Dornbacher Straße 126 steht eine Johannes-Nepomuk-Statue mit einer sechseckigen Laterne. Ursprünglich stand diese in einer Nische beim Haus Dornbacher Straße 49. |
|      | Datei hochladen | Votivkapelle             | Dornbacher Straße                   |          |         | In der Annakapelle in der Dornbacher Straße befindet sich eine Statue Johannes Nepomuks aus der Zeit des Barock.                                                         |
| ja   | Datei hochladen | Statue Johannes Nepomuks | Dornbacher Straße ·                 |          |         | Im Garten des Hauses Dornbacher Straße 124a befindet sich eine Statue Johannes Nepomuks aus dem zweiten Viertel des 18. Jahrhunderts.                                    |
| ja   | Datei hochladen | Nischenkapelle           | Elterleinplatz ·                    |          |         | An der Hofmauer des Hauses Elterleinplatz 15 befindet sich eine Johannes Nepomuk geweihte Nischenkapelle aus der Mitte des 18. Jahrhunderts.                             |
|      | Datei hochladen | Statue Johannes Nepomuks | Rupertusplatz, Pfarrkirche Dornbach |          |         | Bei der Dornbacher Pfarrkirche befindet sich eine Statue Johannes Nepomuks aus dem 18. Jahrhundert.                                                                      |

## Währing
| Foto |                 | Objekt                                                    | Standort                                      | Künstler     | Baujahr | Beschreibung |
| ---- | --------------- | --------------------------------------------------------- | --------------------------------------------- | ------------ | ------- | --- |
| ja   | Datei hochladen | Wappen Gersthof                                           |                                               |              |         | Johannes Nepomuk ist Schutzpatron und Wappenfigur des Bezirksteils Gersthof. |
|      | Datei hochladen | Hochaltar                                                 | Bischof-Faber-Platz, Pfarrkirche Gersthof     |              |         | Unter den zahlreichen Figuren auf dem von Richard Jordan entworfenen und 1891 geweihten Hochaltar befindet sich unter anderem auch eine Darstellung Johannes Nepomuks. |
|      | Datei hochladen | Statue Johannes Nepomuks                                  | Bischof-Faber-Platz, Gersthofer Pfarrkirche   |              |         | Unter dem Orgelchor der Gersthofer Pfarrkirche befindet sich eine Statue Johannes Nepomuks. |
|      | Datei hochladen | Johannes-Nepomuk-Kapelle                                  | Döblinger Hauptstraße                         |              |         | An der Kreuzung Döblinger Hauptstraße / Hofzeile befindet sich eine Johannes-Nepomuk-Kapelle. |
| ja   | Datei hochladen | Statue Johannes Nepomuks                                  | Gentzgasse ·                                  |              |         | Im Hof der Wohnhausanlage Gentzgasse 14 steht eine Statue Johannes Nepomuks aus der Mitte des 18. Jahrhunderts auf einem Wolkenpodest. Der ursprüngliche Aufstellungsort der Statue ist unbekannt. Vermutet werden das ehemalige Michaelerkloster oder eine der Brücken über den Währinger Bach.                                                                                      |
| ja   | Datei hochladen | Relief Johannes Nepomuks HERIS-ID: 41224 Objekt-ID: 41694 | Gersthofer Straße, Johannes-Nepomuk-Kapelle · |              |         | An der Fassade der Johannes-Nepomuk-Kapelle, der ehemaligen Gersthofer Pfarrkirche, befindet sich ein Büstenrelief Johannes-Nepomuks. Die Kapelle steht unter Denkmalschutz. |
|      | Datei hochladen | Bilder Johannes Nepomuks                                  | Gersthofer Straße, Johannes-Nepomuk-Kapelle   | Andreas Viso | 1737    | Auf dem Altar befindet sich ein Bildnis, das Johannes Nepomuk vor König Wenzel darstellt. Laut der Beschriftung des Bildes stammt dieses von Andreas Viso aus dem Jahr 1737. Auf Grund ihres Stils werden sie aber auch mit Bartolomeo Altomonte in Zusammenhang gebracht. Bilder über den Rundbogennischen zeigen links die Folterung und rechts den Brückensturz Johannes Nepomuks. |
| ja   | Datei hochladen | Johannes-Nepomuk-Kapelle                                  | Gersthofer Straße ·                           |              | 1724    | An der Kreuzung Gersthofer Straße und Salierigase steht neben dem so genannten Johannes-Hof die 1907 geweihte Johannes-Nepomuk-Kapelle. Darin befindet sich eine aus dem Jahr 1724 stammende Statue Johannes Nepomuks mit Birett und Putto. Ursprünglich war diese Darstellung des Heiligen als Brückenstatue bei der Brücke über den Währinger Bach aufgestellt.                     |
| ja   | Datei hochladen | Statue Johannes Nepomuks                                  | Gersthofer Straße ·                           |              |         | An der östlichen Fassade des Lydlschen Stiftungshauses neben der Johannes-Nepomuk-Kapelle steht auf einer Steinkonsole eine Statue Johannes Nepomuks. Die Statue wurde bei Grabungsarbeiten im Jahr 1980 in der Martinstraße gefunden. |
| ja   | Datei hochladen | Statue Johannes Nepomuks                                  | Währinger Straße ·                            |              |         | In einer Fassadennische des Hauses Währinger Straße 170 steht eine Statue Johannes Nepomuks aus der Mitte des 18. Jahrhunderts. |

## Döbling
| Foto |                 | Objekt                                                     | Standort                                         | Künstler | Baujahr | Beschreibung |
| ---- | --------------- | ---------------------------------------------------------- | ------------------------------------------------ | -------- | ------- | --- |
| ja   | Datei hochladen | Statuengruppe Brückensturz Johannes Nepomuks               | Billrothstraße ·                                 |          |         | Im Hof des Hauses Billrothstraße 39 befindet sich auf einem symbolisierten Brückenbogen mit Wappenkartusche eine aus Johannes Nepomuk und einem Schergen bestehende Figurengruppe, die den Brückensturz darstellt. Die Figurengruppe stammt aus der Mitte des 18. Jahrhunderts. |
| ja   | Datei hochladen | Statue Johannes Nepomuks HERIS-ID: 41415 Objekt-ID: 41899  | Cobenzlgasse ·                                   |          |         | In einer Mauernische des Hauses Cobenzlgasse 41 steht auf einem Postament mit einem Relief des Brückensturzes eine Statue Johannes Nepomuks. Die Darstellung stammt aus dem zweiten Viertel des 18. Jahrhunderts. Die Statue gilt als unkonventionell, da sie weder Birett, Kreuz und Märtyrerpalme trägt und steht unter Denkmalschutz. |
| ja   | Datei hochladen | Statue Johannes Nepomuks HERIS-ID: 73700 Objekt-ID: 87025  | Eroicagasse / Beethovengang ·                    |          |         | Auf einem Postament befindet sich eine Statue Johannes Nepomuks. Die Statue steht unter Denkmalschutz. |
| ja   | Datei hochladen | Statue Johannes Nepomuks                                   | Gspöttgraben                                     |          |         | Im Garten gegenüber dem Haus Gspöttgraben 5 steht unter einem schmiedeeisernen Baldachin eine Statue Johannes Nepomuks aus dem dritten Viertel des 18. Jahrhunderts. Die Statue stand ursprünglich in Obersievering an der Brücke über den Gspöttgraben. Zum Schutz vor Vandalismus ist sie zum Großteil hinter einer Blechverkleidung verborgen. |
| ja   | Datei hochladen | Statue Johannes Nepomuks                                   | Heiligenstädter Straße ·                         |          |         | In einer Eckausnehmung des Hauses Heiligenstädter Straße 181 bei der Sickenberggasse befindet sich eine Darstellung Johannes Nepomuks aus der Mitte des 18. Jahrhunderts als Nischenfigur. Die Österreichische Kunsttopographie beschreibt die als geringe Arbeit klassifizierte polychromierte Darstellung als auf einer ausladenden Platte über einem Würfel Sockel stehend. Die Statue ist Eigentum der Stadt Wien. |
| ja   | Datei hochladen | Statue Johannes Nepomuks                                   | Himmelstraße ·                                   |          |         | In einem Haus in der Himmelstraße befindet sich eine Nischenfigur Johannes Nepomuks aus dem zweiten Viertel des 18. Jahrhunderts Johannes Nepomuks. |
| ja   | Datei hochladen | Johannes-Nepomuk-Kapelle HERIS-ID: 97701 Objekt-ID: 113517 | Himmelstraße ·                                   |          |         | In der Himmelstraße befindet sich eine Johannes Nepomuk geweihte Wegkapelle mit einer Statue des Heiligen auf einem Postament mit Putto und Cherubsköpfchen aus der Mitte des 18. Jahrhunderts. Die Kapelle ist Eigentum der Stadt Wien und steht unter Denkmalschutz. |
| ja   | Datei hochladen | Statue Johannes Nepomuks HERIS-ID: 71198 Objekt-ID: 84353  | Hohe Warte ·                                     |          |         | An der Fassade der Heiligenstädter Pfarrkirche St. Michael befindet sich eine Statue Johannes Nepomuks. In einem Relief am Sockel wird der von Sternen umgebene Heilige steif in der Moldau liegend dargestellt. Ursprünglicher Aufstellungsort der Statue war die Brücke über den Grinzingbach. Die Österreichische Kunsttopographie beschreibt die Darstellung als auf einem profilierten und kreuzförmigen Sockel mit der Reliefdarstellung des Heiligen in der Moldau stehend. Die Statue stammt aus dem ersten Viertel des 18. Jahrhunderts und steht unter Denkmalschutz. |
|      | Datei hochladen | Johannes-Nepomuk-Statue                                    | Hohe Warte 17                                    |          |         | Im Garten des Hauses Hohe Warte 17 steht eine Johannes-Nepomuk-Statue. Der ursprüngliche Standort der nicht zugänglichen Figur ist nicht bekannt |
| ja   | Datei hochladen | Statue Johannes Nepomuks                                   | Josefsdorf, Josefskirche am Kahlenberg ·         |          |         | An der Außenseite der Josefskirche am Kahlenberg befindet sich eine Nischenfigur Johannes Nepomuks aus der Mitte des 18. Jahrhunderts. |
| BW   | Datei hochladen | Relief Johannes Nepomuks                                   | Josefsdorf, Josefskirche am Kahlenberg ·         |          |         | An einem Seitenaltar befindet sich ein Reliefmedaillon Johannes Nepomuks. |
| ja   | Datei hochladen | Statue Johannes Nepomuks HERIS-ID: 73684 Objekt-ID: 87008  | Josefsdorf ·                                     |          |         | Oberhalb des Kahlenberger Friedhofs befindet sich eine auf einem Postament mit Inschriften und einem Chronogramm (1724) stehende Statue Johannes Nepomuks. Die Österreichische Kunsttopographie beschreibt die Darstellung als polychromiert, aus der Zeit um 1750 stammend und als geringe Arbeit. Die Statue steht unter Denkmalschutz. |
| BW   | Datei hochladen | Statue Johannes Nepomuks                                   | Josefsdorf, Josefskirche am Kahlenberg ·         |          |         | Im Eingangsbereich stehen Nischenfiguren der heiligen Johannes Nepomuk und Johannes der Täufer. |
| ja   | Datei hochladen | Johann-Nepomuk-Kapelle HERIS-ID: 99439 Objekt-ID: 115573   | Kahlenberger Straße ·                            |          |         | In der Kahlenberger Straße befindet sich auf Höhe der Schatzgasse eine 1968 neu errichtete Wegkapelle, die Johannes Nepomuk geweiht ist. Die darin befindliche Statue des Heiligen stammt so wie das Postament aus dem zweiten Viertel des 18. Jahrhunderts. Ursprünglich befand sich die Statue an der Brücke über den Liesingbach im Zuge der Triester Straße. Die Statue steht unter Denkmalschutz. |
| ja   | Datei hochladen | Statue Johannes Nepomuks                                   | Kahlenberger Straße ·                            |          |         | Am südseitigen Ende der Brücke über den Schreiberbach steht auf einem vierseitigen geschwungenen Sockel eine aus dem 18. Jahrhundert stammende Statue Johannes Nepomuks. |
| ja   | Datei hochladen | Statue Johannes Nepomuks                                   | Kardinal-Innitzer-Platz, Döblinger Pfarrkirche · |          |         | Vor der Döblinger Pfarrkirche steht eine aus der Zeit um 1800 stammende Statue Johannes Nepomuks aus der Zeit um 1800 als Portalfigur. Früher stand die Statue beim Sieveringer Bach im Bereich der heutigen Barawitzkagasse. |
| BW   | Datei hochladen | Gemälde Johannes Nepomuks                                  | Kardinal-Innitzer-Platz, Döblinger Pfarrkirche · |          |         | Ein nach 1874 entstandenes Gemälde von Josef Kessler zeigt Johannes Nepomuk vor König Wenzel |
| ja   | Datei hochladen | Statue Johannes Nepomuks HERIS-ID: 71194 Objekt-ID: 84349  | Pfarrplatz ·                                     |          |         | Auf dem Pfarrplatz Heiligenstadt steht in der kleinen Grünanlage eine Statue Johannes Nepomuks aus dem dritten Viertel des 18. Jahrhunderts. Die Statue ist Eigentum der Stadt Wien und steht unter Denkmalschutz. |
| ja   | Datei hochladen | Statue Johannes Nepomuks HERIS-ID: 99140 Objekt-ID: 115186 | Sieveringer Straße ·                             |          |         | In der Sieveringer Straße / Fröschelgasse steht eine Statue Johannes Nepomuks mit zwei Engeln auf einem Postament mit Wappenschildern und einem Chronogramm (1722). Eine Restaurierung erfolgte 1898. Ursprünglich war die Statue weiter unten in der Sieveringer Straße aufgestellt, wo sie Ferdinand Georg Waldmüller als Motiv für sein Bild „Johannesandacht in Sievering“ diente. Wann die Umsetzung erfolgte, ist nicht bekannt. Die Statue ist Eigentum der Stadt Wien und steht unter Denkmalschutz.                                                                    |
| ja   | Datei hochladen | Statue Johannes Nepomuks                                   | Sieveringer Straße ·                             |          |         | Gegenüber dem Haus Sieveringer Straße 83–85 steht, geschützt von einem Metallbaldachin, eine Statue Johannes Nepomuks. Der erneuerte Sockel trägt die Inschrift „Fundamentum 1710 / Renovatum anno 1915“. Die Österreichische Kunsttopographie beschreibt 1908 die Statue als polychromierte Figur auf einem geschwungenen Sockel mit einer grün gefassten Inschriftenkartusche auf der Vorderseite und klassifiziert sie als schwache Arbeit. Die Statue ist Eigentum der Stadt Wien.                                                                                          |
| ja   | Datei hochladen | Statue Johannes Nepomuks                                   | Sieveringer Straße ·                             |          |         | In einer vergitterten und verglasten Mauernische der Gartenmauer des Hauses Sieveringer Straße 158 steht eine Statue Johannes Nepomuks. Die laut Österreichischer Kunsttopographie 1908 geringe Arbeit trägt die Aufschrift 17 MGD 72. Ursprünglich befand sich die Statue in einer kleinen Kapelle an der Straße. Die Statue ist Eigentum der Stadt Wien. |
| ja   | Datei hochladen | Statue Johannes Nepomuks                                   | Silbergasse, Karmeliterkirche                    |          |         | Auf dem Josefsaltar der Karmeliterkirche steht eine Figur Johannes Nepomuks. Datiert ist diese mit 1909. Eines der drei Glasfenster oberhalb des Altars zeigt ebenfalls eine Darstellung des Heiligen. |
|      | Datei hochladen | Johannes-Nepomuk-Statue                                    | Silbergasse 61                                   |          |         | Im Stiegenhaus des Hauses Silbergasse 61 befindet sich eine Johannes-Nepomuk-Statue. Ihre Herkunft ist nicht bekannt |
| ja   | Datei hochladen | Statue Johannes Nepomuks                                   | Waldbachsteig ·                                  |          |         | Am Waldbachsteig in der Nähe der Pfarrkirche Kahlenbergerdorf steht eine Statue Johannes Nepomuks aus dem zweiten Viertel des 18. Jahrhunderts. Früher stand die Statue direkt bei der Kirche des Kahlenbergerdorfes am Sankt Georg-Platz. Die Statue ist Eigentum der Stadt Wien. |

## Brigittenau
| Foto |                 | Objekt                   | Standort             | Künstler | Baujahr | Beschreibung |
| ---- | --------------- | ------------------------ | -------------------- | -------- | ------- | --- |
| ja   | Datei hochladen | Wappen Zwischenbrücken   |                      |          |         | Das Wappen von Zwischenbrücken zeigt die Zunge und den Sternenkranz von Johannes Nepomuk und ist Bestandteil des Brigittenauer und des Leopoldstädter Bezirkswappens.                          |
| BW   | Datei hochladen | Statue Johannes Nepomuks | Nordwestbahnstraße · |          |         | Im Hof des Hauses Nordwestbahnstraße 45 steht eine Statue Johannes Nepomuks aus der Zeit vor 1872. Bis zu ihrer Versetzung im Jahr 1872 im Zuge der Donauregulierung stand sie in der Donauau. |

## Floridsdorf
| Foto |                 | Objekt                                                    | Standort                                   | Künstler  | Baujahr | Beschreibung |
| ---- | --------------- | --------------------------------------------------------- | ------------------------------------------ | --------- | ------- | --- |
| ja   | Datei hochladen | Johannes-Nepomuk-Statue                                   | Lorettoplatz 5 ·                           |           |         | Gegenüber der Jedleseer Kirche steht in einem Vorgarten auf einem Sockel mit einem sechszackigen Stern als Laterne eine Johannes-Nepomuk-Statue |
| ja   | Datei hochladen | Statue Johannes Nepomuks                                  | Fillenbaumgasse ·                          |           |         | In einem kapellenähnlichen Gebäude im Garten eines Hauses in der Fillenbaumgasse steht eine Statue Johannes Nepomuks aus der Zeit vor 1887. Ursprünglich stand die Statue im Vorgarten der Polizeischule, wurde 1887 aber wegen Straßenbauarbeiten versetzt.                               |
|      | Datei hochladen | Johannes-Nepomuk-Statue                                   | Jeneweingasse 17                           | Wustinger |         | Im Hof des Hauses steht eine Johannes-Nepomuk-Statue. Diese wurde während des Zweiten Weltkriegs zerstört und von einem Bildhauer namens Wustinger neu geschaffen |
| ja   | Datei hochladen | Statue Johannes Nepomuks                                  | Leopoldauer Platz, Pfarrkirche Leopoldau · |           |         | An der rechten Wand des Langhauses befindet sich eine aus der Zeit um 1730 stammende Statue Johannes Nepomuks auf Wolkenbänken mit Puttiköpfchen. |
| ja   | Datei hochladen | Statue Johannes Nepomuks HERIS-ID: 21862 Objekt-ID: 18187 | Leopoldauer Platz ·                        |           |         | Auf dem Leopoldauer Platz steht eine Statue Johannes Nepomuks aus der Mitte des 18. Jahrhunderts. Ein quadratisches Brunnenbecken mit Reliefdekor, das in einen Blumentrog umfunktioniert wurde, stammt aus der zweiten Hälfte des 17. Jahrhunderts. Die Statue steht unter Denkmalschutz. |
| BW   | Datei hochladen | Nepomukstatue in der Scheydkapelle                        | Tomaschekstraße/Schlossergasse ·           |           |         | In der Scheydkapelle befindet sich eine Nepomukstatue neben einem Holzkruzifix und einer Rochusstatue. Die Kapelle stammt aus dem Jahr 1714. |

## Donaustadt
| Foto |                 | Objekt                                                    | Standort                                          | Künstler | Baujahr | Beschreibung |
| ---- | --------------- | --------------------------------------------------------- | ------------------------------------------------- | -------- | ------- | --- |
| ja   | Datei hochladen | Statue Johannes Nepomuks                                  | Asperner Heldenplatz ·                            |          | 1753    | Zwischen der Kirche und dem Pfarrhof steht eine aus dem Jahr 1753 stammende Statue Johannes Nepomuks. Die Statue steht unter Denkmalschutz. |
| ja   | Datei hochladen | Statue Johannes Nepomuks                                  | Bellegardegasse ·                                 |          |         | Beim Haus Bellegardegasse 5 steht unter einem Baldachin eine Statue Johannes Nepomuks aus der Mitte des 18. Jahrhunderts. |
|      | Datei hochladen | Glasfenster Johannes Nepomuks                             | Breitenleer Straße, Breitenleer Pfarrkirche       |          | 1958    | In der Breitenleer Pfarrkirche befinden sich Fenster mit Darstellungen der heiligen Benedikt, Martha, Leopold und Johannes Nepomuk aus dem Jahr 1958. |
|      | Datei hochladen | Statue Johannes Nepomuks                                  | Hirschstettner Straße, Hirschstettner Pfarrkirche |          |         | An der rechten Seitenwand der Pfarrkirche befindet sich eine Statue Johannes Nepomuks aus dem zweiten Drittel des 18. Jahrhunderts. |
| ja   | Datei hochladen | Johannes-Nepomuk-Kapelle HERIS-ID: 65561 Objekt-ID: 78412 | Hirschstettner Straße ·                           |          |         | Die Johannes-Nepomuk-Statue in der Hirschstettner Straße wurde 1737 von Thomas Graf Wurmbrandt-Stuppach gestiftet. Wandmalereien in der später errichteten Kapelle zeigen die Beichte der Königin und Johannes Nepomuk vor König Wenzel IV. Ebenfalls als Wandmalerei wurde die Gloriole mit dem Sternenkranz und der Zunge in der Kuppel oberhalb der Statue ausgeführt. Zwischen 1970 und 1972 wurde die Nepomukkapelle durch das Bundesdenkmalamt restauriert. Die Kapelle steht unter Denkmalschutz. |
| ja   | Datei hochladen | Edelstahl-Figur „Nepomuk“                                 | Kaisermühlenstraße, Bahnhof Wien Stadlau ·        |          |         | An einem Tragpfeiler an der Ostseite des Stationsgebäudes befindet sich seit 2010 die Figur „Nepomuk“ des Tiroler Künstlers Werner Feiersinger. Sie entspricht der Silhouette der Nepomukfigur auf der Prager Karlsbrücke. Die Figur wurde von der Kunstschmiede Buchsbaum in Waldhausen, Oberösterreich aus Edelstahl geformt und von Feiersinger rot lackiert. |
| ja   | Datei hochladen | Kapellenbildstock HERIS-ID: 65564 Objekt-ID: 78415        | Kagraner Platz ·                                  |          |         | In der 1778 errichteten toskanischen Säulenädikula des Kapellenbildstocks befindet sich die Kopie einer Statue Johannes Nepomuks. Das mit 1735 datierte Original befindet sich im Bezirksmuseum Donaustadt. Die Kapelle steht unter Denkmalschutz. |
| ja   | Datei hochladen | Statue Johannes Nepomuks                                  | Kagraner Platz, Bezirksmuseum Donaustadt ·        |          |         | Im Bezirksmuseum Donaustadt ist die Originalstatue Johannes Nepomuks aus dem benachbarten Kapellenbildstock ausgestellt. |
| ja   | Datei hochladen | Statue Johannes Nepomuks                                  | Süßenbrunner Platz 9 ·                            |          |         | Im Vorraum der Pfarrkirche Süßenbrunn (seit 2010, ursprünglich in einer Rundbogennische im Haus Süßenbrunner Hauptstraße 1) befindet sich ein Nischenbildstock mit einer Statue Johannes Nepomuks. An ihrem ursprünglichen Standort hatte sie einen Volutensockel, an dem irrtümlicherweise die Datierung 2721 statt 1721 lautete. |

## Liesing
| Foto |                 | Objekt                        | Standort                                    | Künstler  | Baujahr | Beschreibung |
| ---- | --------------- | ----------------------------- | ------------------------------------------- | --------- | ------- | --- |
|      | Datei hochladen | Glasfenster Johannes Nepomuk  | Breitenfurter Straße, Pfarrkirche Kalksburg |           |         | In der Kalksburger Pfarrkirche befindet sich ein Glasfenster mit einer Darstellung Johannes Nepomuks. |
| ja   | Datei hochladen | Statue Johannes Nepomuks      | Breitenfurter Straße ·                      |           |         | An der Kreuzung Breitenfurter Straße / Gütenbachstraße steht eine zwischen 1900 und 1910 aus Stahl gegossene Statue Johannes Nepomuks auf einem polygonalen Sockel. |
| ja   | Datei hochladen | Statue Johannes Nepomuks      | Breitenfurter Straße ·                      |           |         | An der Grundstücksgrenze des Campingplatzes Wien Süd an der Breitenfurter Straße befindet sich in der Anfang des 19. Jahrhunderts errichteten Kandlkapelle eine Johannes-Nepomuk-Statue, die vermutlich aus der zweiten Hälfte des 18. Jahrhunderts stammt. |
|      | Datei hochladen | Wandgemälde Johannes Nepomuks | Breitenfurter Straße, Pfarrkirche Kalksburg | J. Keller |         | In der Kalksburger Pfarrkirche befindet sich ein von J. Keller geschaffenes Wandgemälde von Johannes Nepomuk. |
| ja   | Datei hochladen | Statue Johannes Nepomuks      | Canavesegasse, Bezirksmuseum Liesing ·      |           |         | Seit August 2009 steht im Bezirksmuseum Liesing eine Statue Johannes Nepomuks. Ursprünglich stand die Statue in der Erlaaer Straße in einer Mauernische. Im Zuge von Abbrucharbeiten wurde das Kunstwerk entfernt und konnte anschließend zunächst nicht wieder gefunden werden. Nach deren Wiederentdeckung wurde die Statue restauriert und dem Bezirksmuseum als Dauerleihgabe übergeben. |
| ja   | Datei hochladen | Johannes-Nepomuk-Kapelle      | Endresstraße ·                              |           |         | Beim Haus Endresstraße 93 befindet sich eine 1719 von Sebastian Cichine errichtete und 1750 erneuerte Johannes-Nepomuk-Kapelle mit überkuppeltem Innenraum und Rocaillenstuck. Auf dem Altar steht eine Johannes-Nepomuk-Statue. |
|      | Datei hochladen | Statue Johannes Nepomuks      | Fröhlichgasse                               |           |         | In der Einfahrt des Hauses Fröhlichgasse 42 befindet sich eine Figur Johannes Nepomuks. |
| ja   | Datei hochladen | Statue Johannes Nepomuks      | Hochwassergasse ·                           |           |         | Am westlichen Ende der Mauer des sogenannten Maria-Theresien-Schlössls steht in einer Segmentbogennische unterhalb eines bogenförmigen Schutzdaches eine Statue Johannes Nepomuks aus der Mitte des 18. Jahrhunderts. |
| ja   | Datei hochladen | Statue Johannes Nepomuks      | Ketzergasse ·                               |           |         | Im Herrenhaus des so genannten Hofmannsthal-Schlössls befindet sich eine Statue Johannes Nepomuks aus der Mitte des 18. Jahrhunderts. |
|      | Datei hochladen | Altarbild Johannes Nepomuks   | Kirchenplatz, Pfarrkirche Atzgersdorf       |           |         | Auf dem linken Seitenaltar befindet sich eine Darstellung der mystischen Vermählung von Johannes Nepomuk und Katharina. |
|      | Datei hochladen | Gemälde Johannes Nepomuks     | Kirchenplatz, Pfarrkirche Atzgersdorf       |           |         | In der Atzgersdorfer Pfarrkirche befindet sich ein Bildnis Johannes Nepomuks aus der Zeit um 1770. |
| ja   | Datei hochladen | Statue Johannes Nepomuks      | Meisgeyergasse ·                            |           |         | In einer Korbbogennische des Hauses Meisgeyergasse 16 steht eine Statue Johannes Nepomuks aus der Zeit Anfang des 19. Jahrhunderts hinter einem klassizistischen Schmiedeeisengitter. Wurde vor 2021 durch eine Madonnenstatue ersetzt, der Verbleib ist unbekannt. |
| ja   | Datei hochladen | Statue Johannes Nepomuks      | Promenadeweg                                |           |         | Am Promenadeweg westlich des Jesuitenkollegs steht in einer Ädikulanische eine polychromierte Statue Johannes Nepomuks aus dem vierten Viertel des 18. Jahrhunderts. |
| ja   | Datei hochladen | Johannes-Nepomuk-Kapelle      | Promenadeweg ·                              |           |         | Am Promenadeweg beim Stelzersteg steht eine 1766 errichtete Johannes-Nepomuk-Kapelle. Die 1984 renovierte Johannes-Nepomuk-Statue stammt aus dem zweiten Viertel des 18. Jahrhunderts. |
| ja   | Datei hochladen | Johannes-Nepomuk-Altar        | Rodauner Kirchenplatz, Bergkirche Rodaun ·  |           |         | Der als Gegenkanzel errichtete Altar zeigt eine Figur Johannes Nepomuks in Wolken über dem Volutensockel, eingerahmt von Baldachinen. |